# Марк Шатълуърт
Марк Рѝчард Ша̀тълуърт (на английски: Mark Richard Shuttleworth) е предприемач от РЮА, вторият космически турист, първият африканец в космоса (другият е Патрик Бодри, но е роден в Камерун, който по онова време е френска колония). Състоянието на Шатълуърт възлиза на 1 милиард долара (2017). Той живее на остров Ман, има двойно гражданство – на РЮА и Великобритания.
Основател на Canonical Ltd., ръководи разработката на операционната система Ubuntu Linux.

## Ранен живот
Шатълуърт е роден в южноафриканския град Уелкъм в семейството на хирург и детска възпитателка. След завършване на Rondebosch Boys' High School и Diocesan College получава степен бакалавър по икономически науки в областта на финансите и информационни системи в Кейптаунския университет. По това време той се запалва по компютрите и става член на общността Open Source. Той взема малко участие в проекти на Apache и Debian и става първият, който зарежда сървъра Apache Web (може би най-важната програма за сървъри, работещи на GNU/Linux) в архивите на проекта Debian. Шатулуърт живее в Smuts Hall, където участва в инсталирането на първия жилищен интернет в университет.

## Работа
През 1995 г. Шатълуърт основава Thawte, която е специализирана в сертификати с публичен код и интернет сигурността. През декември 1999 г. той я продава на фирмата VeriSign и спечелва 3,5 милиарда южноафрикански ранда (около 575 милиона щатски долара по това време).
През септември 2000 г. създава HBD Venture Capital, занимаваща се подкрепа на стартиращи фирми и предоставянето им на стартов капитала.
През март 2004 г. създава Canonical Ltd. за насърчаване и търговска подкрепа на проекти за свободен софтуер.

## Linux
През 1990-те години Шатълуърт е един от разработчиците на Операционна система Debian.
През 2001 г. създава Shuttleworth Foundation, организация с идеална цел, посветена на социалните иновации. Фондът финансира образователни проекти, а също и проекти за свободен софтуер и софтуер с отворен код в ЮАР (например, Freedom Toaster).
През 2004 г. чрез компанията си Canonical Ltd. започва да финансира развитието на Ubuntu Linux, операционна система GNU/Linux на базата на Debian.
На 17 декември 2009 г. обявява желанието си да напусне поста ръководител на Canonical Ltd. с цел по-пълно да се заеме с дизайна на Ubuntu GNU/Linux и контрола на качеството на разпространение. На свое място той планира да назначи Джейн Силбър, която е вторият човек в Canonical.

## Космически полет
Шатълуърт получава световна известност на 25 април 2002 г., като става вторият космически турист. Той излита в космоса на борда на кораба „Союз ТМ-34“, след като заплатил на Space Adventures почти 20 милиона щатски долара за пътешествието. Два дни след това „Союз“ се скачва с Международната космическа станция, където Шатълуърт прекарва осем дни, като участва в експерименти, свързани с изследвания на гените и СПИН. На 5 май 2002 г. той се връща на Земята. За да участва в полета, Шатълуърт минава една година обучение и подготовка, като седем месеца прекарва в Звездното градче край Москва.
По време на полета разговаря по радиото с Нелсън Мандела и с 14-годишното южноафриканско момиче Мишел Фостер, която го помолила да се ожени за нея. Шатълуърт учтиво избягва отговора на молбата, казвайки само, че това е много голяма чест за него.
Шатълуърт притежава частен бизнес самолет, Bombardier Global Express, който често е наричан Canonical One, но всъщност той притежава самолета чрез компанията HBD Venture Capital. Драконът Норман, изобразен отстрани на самолета, е талисманът на HBD Venture Capital.

### Статии
- От космодрума Байконур е успешно изстрелян космическия кораб „Союз ТМ-34“
- Руския пилотиран кораб „Союз ТМ-34“ успешно се скачи с Международната космическа станция
- В Звездното градче се проведе пресконференция на експедиции до МКС
- В Звездното градче се проведе тържествена среща със завърналите се от орбита космонавти